# Fußball-Europameisterschaft 2024/Gruppe A
| Pl. | Land        | Sp. | S | U | N | Tore    | Diff. | Punkte |
| --- | ----------- | --- | - | - | - | ------- | ----- | ------ |
| 1.  | Deutschland | 3   | 2 | 1 | 0 | 008:200 | +6    | 07     |
| 2.  | Schweiz     | 3   | 1 | 2 | 0 | 005:300 | +2    | 05     |
| 3.  | Ungarn      | 3   | 1 | 0 | 2 | 002:500 | −3    | 03     |
| 4.  | Schottland  | 3   | 0 | 1 | 2 | 002:700 | −5    | 01     |

Gruppe A der Fußball-Europameisterschaft 2024:

## Deutschland – Schottland 5:1 (3:0)
| Deutschland                                                          | Deutschland | Schottland | Schottland | Aufstellung                              |
| -------------------------------------------------------------------- | --- | --- | ---------- | ---------------------------------------- |
| Deutschland                                                          | \| 1. Spieltag \| \| 14. Juni 2024 um 21:00 Uhr (MESZ) in München (München Fußball Arena) \| \| Zuschauer: 65.052 \| \| Schiedsrichter: Clément Turpin ( Frankreich) 1 \| \| Spielbericht \| | \| 1. Spieltag \| \| 14. Juni 2024 um 21:00 Uhr (MESZ) in München (München Fußball Arena) \| \| Zuschauer: 65.052 \| \| Schiedsrichter: Clément Turpin ( Frankreich) 1 \| \| Spielbericht \| | Schottland | Aufstellung Deutschland gegen Schottland |
| Deutschland                                                          | Manuel Neuer – Joshua Kimmich, Antonio Rüdiger, Jonathan Tah, Maximilian Mittelstädt – Robert Andrich (46. Pascal Groß), Toni Kroos (80. Emre Can), Jamal Musiala (74. Thomas Müller), İlkay Gündoğan , Florian Wirtz (63. Leroy Sané) – Kai Havertz (63. Niclas Füllkrug) Cheftrainer: Julian Nagelsmann | Angus Gunn – Jack Hendry, Ryan Porteous, Kieran Tierney (78. Scott McKenna) – Tony Ralston, Callum McGregor (67. Billy Gilmour), Scott McTominay, Andrew Robertson – John McGinn (67. Kenny McLean), Ché Adams (46. Grant Hanley), Ryan Christie (82. Lawrence Shankland) Cheftrainer: Steve Clarke | Schottland | Aufstellung Deutschland gegen Schottland |
| Deutschland                                                          | 1:0 Wirtz (10.) 2:0 Musiala (19.) 3:0 Havertz (45.+1', Foulelfmeter) 4:0 Füllkrug (68.) 5:1 Can (90.+3') | 4:1 Rüdiger (87., Eigentor) | Schottland | Aufstellung Deutschland gegen Schottland |
| Deutschland                                                          | Andrich (31.), Tah (62.) | Ralston (48.) | Schottland | Aufstellung Deutschland gegen Schottland |
| Deutschland                                                          | Porteous (44.) | | Schottland | Aufstellung Deutschland gegen Schottland |
| Deutschland                                                          | Spieler des Spiels: Jamal Musiala (Deutschland) | | Schottland | Aufstellung Deutschland gegen Schottland |
| 1. Spieltag                                                          | | |            |                                          |
| 14. Juni 2024 um 21:00 Uhr (MESZ) in München (München Fußball Arena) | | |            |                                          |
| Zuschauer: 65.052                                                    | | |            |                                          |
| Schiedsrichter: Clément Turpin ( Frankreich) 1                       | | |            |                                          |
| Spielbericht                                                         | | |            |                                          |

Der 5:1-Heimsieg gegen Schottland war der höchste deutsche Sieg bei einer Europameisterschaft. Die Mannschaft von Julian Nagelsmann begann überlegen und hatte bereits in der ersten Minute eine gute Chance durch Florian Wirtz. Dieser erzielte nach zehn Minuten das 1:0, was ihn im Alter von 21 Jahren und 42 Tagen zum jüngsten EM-Torschützen der deutschen Geschichte machte. Jamal Musiala traf anschließend nach Vorarbeit von Mittelfeldspieler und Teamkapitän İlkay Gündoğan zum 2:0 für Deutschland. Kurz vor der Pause verwandelte Kai Havertz einen Foulelfmeter zum 3:0. Für das Foul am deutschen Kapitän sah Ryan Porteous zudem die Rote Karte. Die Schotten selbst taten sich derweil schwer, gefährliche Angriffe zu starten und konnten die deutsche Abwehr in der ersten Halbzeit nie ernsthaft in Gefahr bringen. In der zweiten Halbzeit kam Schottland trotz Unterzahl gelegentlich zu Angriffen, die aber von der deutschen Abwehr weitgehend unterbunden wurden. Wenige Minuten nachdem Nagelsmann Niclas Füllkrug und Leroy Sané einwechselte, traf Füllkrug zum 4:0. Ein weiteres Tor von Füllkrug wurde aufgrund einer Abseitsstellung zurückgenommen. Nach einem späten Eigentor von Antonio Rüdiger sorgte Emre Can mit einem weiteren Tor für Deutschland in der Nachspielzeit für den 5:1-Sieg.

## Ungarn – Schweiz 1:3 (0:2)
| Ungarn                                                   | Ungarn | Schweiz | Schweiz | Aufstellung                      |
| -------------------------------------------------------- | --- | --- | ------- | -------------------------------- |
| Ungarn                                                   | \| 1. Spieltag \| \| 15. Juni 2024 um 15:00 Uhr (MESZ) in Köln (Köln Stadion) \| \| Zuschauer: 41.676 \| \| Schiedsrichter: Slavko Vinčić ( Slowenien) 2 \| \| Spielbericht \| | \| 1. Spieltag \| \| 15. Juni 2024 um 15:00 Uhr (MESZ) in Köln (Köln Stadion) \| \| Zuschauer: 41.676 \| \| Schiedsrichter: Slavko Vinčić ( Slowenien) 2 \| \| Spielbericht \| | Schweiz | Aufstellung Ungarn gegen Schweiz |
| Ungarn                                                   | Péter Gulácsi – Ádám Lang (46. Bendegúz Bolla), Willi Orban, Attila Szalai (79. Márton Dárdai) – Attila Fiola, Ádám Nagy (67. László Kleinheisler), András Schäfer, Milos Kerkez (79. Martin Ádám) – Roland Sallai, Dominik Szoboszlai – Barnabás Varga Cheftrainer: Marco Rossi ( Italien) | Yann Sommer – Fabian Schär, Manuel Akanji, Ricardo Rodríguez – Silvan Widmer (68. Leonidas Stergiou), Granit Xhaka , Remo Freuler (86. Vincent Sierro), Dan Ndoye (86. Fabian Rieder) – Michel Aebischer, Rubén Vargas (74. Breel Embolo) – Kwadwo Duah (68. Zeki Amdouni) Cheftrainer: Murat Yakin | Schweiz | Aufstellung Ungarn gegen Schweiz |
| Ungarn                                                   | 1:2 Varga (66.) | 0:1 Duah (12.) 0:2 Aebischer (45.) 1:3 Embolo (90.+3') | Schweiz | Aufstellung Ungarn gegen Schweiz |
| Ungarn                                                   | Szalai (69.), Bolla (88.) | Widmer (5.), Freuler (59.), Murat Yakin (88., Trainer) | Schweiz | Aufstellung Ungarn gegen Schweiz |
| Ungarn                                                   | Spieler des Spiels: Granit Xhaka (Schweiz) | | Schweiz | Aufstellung Ungarn gegen Schweiz |
| 1. Spieltag                                              | | |         |                                  |
| 15. Juni 2024 um 15:00 Uhr (MESZ) in Köln (Köln Stadion) | | |         |                                  |
| Zuschauer: 41.676                                        | | |         |                                  |
| Schiedsrichter: Slavko Vinčić ( Slowenien) 2             | | |         |                                  |
| Spielbericht                                             | | |         |                                  |

## Deutschland – Ungarn 2:0 (1:0)
| Deutschland                                                      | Deutschland | Ungarn | Ungarn | Aufstellung                          |
| ---------------------------------------------------------------- | --- | --- | ------ | ------------------------------------ |
| Deutschland                                                      | \| 2. Spieltag \| \| 19. Juni 2024 um 18:00 Uhr (MESZ) in Stuttgart (Stuttgart Arena) \| \| Zuschauer: 54.000 \| \| Schiedsrichter: Danny Makkelie ( Niederlande) 3 \| \| Spielbericht \| | \| 2. Spieltag \| \| 19. Juni 2024 um 18:00 Uhr (MESZ) in Stuttgart (Stuttgart Arena) \| \| Zuschauer: 54.000 \| \| Schiedsrichter: Danny Makkelie ( Niederlande) 3 \| \| Spielbericht \| | Ungarn | Aufstellung Deutschland gegen Ungarn |
| Deutschland                                                      | Manuel Neuer – Joshua Kimmich, Antonio Rüdiger, Jonathan Tah, Maximilian Mittelstädt – Robert Andrich (72. Emre Can), Toni Kroos – Jamal Musiala (72. Chris Führich), İlkay Gündoğan (84. Deniz Undav), Florian Wirtz (58. Leroy Sané) – Kai Havertz (58. Niclas Füllkrug) Cheftrainer: Julian Nagelsmann | Péter Gulácsi – Márton Dárdai, Willi Orban, Attila Fiola – Milos Kerkez (75. Zsolt Nagy), András Schäfer, Ádám Nagy (64. László Kleinheisler), Bendegúz Bolla (75. Martin Ádám) – Dominik Szoboszlai , Roland Sallai (87. Kevin Csoboth) – Barnabás Varga (87. Dániel Gazdag) Cheftrainer: Marco Rossi ( Italien) | Ungarn | Aufstellung Deutschland gegen Ungarn |
| Deutschland                                                      | 1:0 Musiala (22.) 2:0 Gündoğan (67.) | | Ungarn | Aufstellung Deutschland gegen Ungarn |
| Deutschland                                                      | Rüdiger (27.), Mittelstädt (89.) | Varga (22.), Szoboszlai (90.+3'), Rossi (90.+3', Trainer) | Ungarn | Aufstellung Deutschland gegen Ungarn |
| Deutschland                                                      | Spieler des Spiels: İlkay Gündoğan (Deutschland) | | Ungarn | Aufstellung Deutschland gegen Ungarn |
| 2. Spieltag                                                      | | |        |                                      |
| 19. Juni 2024 um 18:00 Uhr (MESZ) in Stuttgart (Stuttgart Arena) | | |        |                                      |
| Zuschauer: 54.000                                                | | |        |                                      |
| Schiedsrichter: Danny Makkelie ( Niederlande) 3                  | | |        |                                      |
| Spielbericht                                                     | | |        |                                      |

Mit dem zweiten Sieg im zweiten Gruppenspiel qualifizierte sich Deutschland frühzeitig für das Achtelfinale, da zu diesem Zeitpunkt bereits feststand, dass zwei Gruppendritte weniger als sechs Punkte erreichen werden. Durch das folgende Remis zwischen der Schweiz und Schottland war die deutsche Mannschaft mindestens Gruppenzweiter. Mit dem Sieg erreichte die deutsche Mannschaft als Erste 100 Punkte in der Ewigen Rangliste.

## Schottland – Schweiz 1:1 (1:1)
| Schottland                                               | Schottland | Schweiz | Schweiz | Aufstellung                          |
| -------------------------------------------------------- | --- | --- | ------- | ------------------------------------ |
| Schottland                                               | \| 2. Spieltag \| \| 19. Juni 2024 um 21:00 Uhr (MESZ) in Köln (Köln Stadion) \| \| Zuschauer: 42.711 \| \| Schiedsrichter: Ivan Kružliak ( Slowakei) 4 \| \| Spielbericht \|                                                                                                   | \| 2. Spieltag \| \| 19. Juni 2024 um 21:00 Uhr (MESZ) in Köln (Köln Stadion) \| \| Zuschauer: 42.711 \| \| Schiedsrichter: Ivan Kružliak ( Slowakei) 4 \| \| Spielbericht \| | Schweiz | Aufstellung Schottland gegen Schweiz |
| Schottland                                               | Angus Gunn – Tony Ralston, Jack Hendry, Grant Hanley, Kieran Tierney (61. Scott McKenna), Andrew Robertson – Scott McTominay, Billy Gilmour (79. Kenny McLean), Callum McGregor, John McGinn (90. Ryan Christie) – Ché Adams (90. Lawrence Shankland) Cheftrainer: Steve Clarke | Yann Sommer – Fabian Schär, Manuel Akanji, Ricardo Rodríguez – Silvan Widmer (86. Leonidas Stergiou), Granit Xhaka , Remo Freuler (75. Vincent Sierro), Xherdan Shaqiri (60. Breel Embolo) – Michel Aebischer, Rubén Vargas (75. Fabian Rieder) – Dan Ndoye (86. Zeki Amdouni) Cheftrainer: Murat Yakin | Schweiz | Aufstellung Schottland gegen Schweiz |
| Schottland                                               | 1:0 McTominay (13.) | 1:1 Shaqiri (26.) | Schweiz | Aufstellung Schottland gegen Schweiz |
| Schottland                                               | McTominay (51.), McKenna (68.), McGinn (71.) | Rodríguez (31.), Sierro (86.) | Schweiz | Aufstellung Schottland gegen Schweiz |
| Schottland                                               | Spieler des Spiels: Manuel Akanji (Schweiz) | | Schweiz | Aufstellung Schottland gegen Schweiz |
| 2. Spieltag                                              | | |         |                                      |
| 19. Juni 2024 um 21:00 Uhr (MESZ) in Köln (Köln Stadion) | | |         |                                      |
| Zuschauer: 42.711                                        | | |         |                                      |
| Schiedsrichter: Ivan Kružliak ( Slowakei) 4              | | |         |                                      |
| Spielbericht                                             | | |         |                                      |

## Schweiz – Deutschland 1:1 (1:0)
| Schweiz                                                                  | Schweiz | Deutschland | Deutschland | Aufstellung                           |
| ------------------------------------------------------------------------ | --- | --- | ----------- | ------------------------------------- |
| Schweiz                                                                  | \| 3. Spieltag \| \| 23. Juni 2024 um 21:00 Uhr (MESZ) in Frankfurt am Main (Frankfurt Arena) \| \| Zuschauer: 46.685 \| \| Schiedsrichter: Daniele Orsato ( Italien) 5 \| \| Spielbericht \|                                                          | \| 3. Spieltag \| \| 23. Juni 2024 um 21:00 Uhr (MESZ) in Frankfurt am Main (Frankfurt Arena) \| \| Zuschauer: 46.685 \| \| Schiedsrichter: Daniele Orsato ( Italien) 5 \| \| Spielbericht \| | Deutschland | Aufstellung Schweiz gegen Deutschland |
| Schweiz                                                                  | Yann Sommer – Fabian Schär, Manuel Akanji, Ricardo Rodríguez – Silvan Widmer, Remo Freuler, Granit Xhaka , Michel Aebischer – Dan Ndoye (65. Zeki Amdouni), Fabian Rieder (65. Rubén Vargas) – Breel Embolo (65. Kwadwo Duah) Cheftrainer: Murat Yakin | Manuel Neuer – Joshua Kimmich, Antonio Rüdiger, Jonathan Tah (61. Nico Schlotterbeck), Maximilian Mittelstädt (61. David Raum) – Robert Andrich (65. Maximilian Beier), Toni Kroos – Jamal Musiala (76. Niclas Füllkrug), İlkay Gündoğan , Florian Wirtz (76. Leroy Sané) – Kai Havertz Cheftrainer: Julian Nagelsmann | Deutschland | Aufstellung Schweiz gegen Deutschland |
| Schweiz                                                                  | 1:0 Ndoye (28.) | 1:1 Füllkrug (90.+2') | Deutschland | Aufstellung Schweiz gegen Deutschland |
| Schweiz                                                                  | Ndoye (25.), Xhaka (67.), Widmer (81.) | Tah (38.) | Deutschland | Aufstellung Schweiz gegen Deutschland |
| Schweiz                                                                  | Spieler des Spiels: Granit Xhaka (Schweiz) | | Deutschland | Aufstellung Schweiz gegen Deutschland |
| 3. Spieltag                                                              | | |             |                                       |
| 23. Juni 2024 um 21:00 Uhr (MESZ) in Frankfurt am Main (Frankfurt Arena) | | |             |                                       |
| Zuschauer: 46.685                                                        | | |             |                                       |
| Schiedsrichter: Daniele Orsato ( Italien) 5                              | | |             |                                       |
| Spielbericht                                                             | | |             |                                       |

## Schottland – Ungarn 0:1 (0:0)
| Schottland                                                       | Schottland | Ungarn | Ungarn | Aufstellung                         |
| ---------------------------------------------------------------- | --- | --- | ------ | ----------------------------------- |
| Schottland                                                       | \| 3. Spieltag \| \| 23. Juni 2024 um 21:00 Uhr (MESZ) in Stuttgart (Stuttgart Arena) \| \| Zuschauer: 54.000 \| \| Schiedsrichter: Facundo Tello ( Argentinien) 6 \| \| Spielbericht \| | \| 3. Spieltag \| \| 23. Juni 2024 um 21:00 Uhr (MESZ) in Stuttgart (Stuttgart Arena) \| \| Zuschauer: 54.000 \| \| Schiedsrichter: Facundo Tello ( Argentinien) 6 \| \| Spielbericht \| | Ungarn | Aufstellung Schottland gegen Ungarn |
| Schottland                                                       | Angus Gunn – Tony Ralston (83. Kenny McLean), Jack Hendry, Grant Hanley, Scott McKenna, Andrew Robertson (89. Lewis Morgan) – John McGinn (76. Stuart Armstrong), Billy Gilmour (83. Ryan Christie), Callum McGregor, Scott McTominay – Ché Adams (76. Lawrence Shankland) Cheftrainer: Steve Clarke | Péter Gulácsi – Endre Botka, Willi Orban, Márton Dárdai (74. Attila Szalai) – Bendegúz Bolla (86. Kevin Csoboth), Callum Styles (61. Ádám Nagy), András Schäfer, Milos Kerkez (86. Zsolt Nagy) – Roland Sallai, Dominik Szoboszlai – Barnabás Varga (74. Martin Ádám) Cheftrainer: Marco Rossi | Ungarn | Aufstellung Schottland gegen Ungarn |
| Schottland                                                       | 0:1 Csoboth (90.+10') | | Ungarn | Aufstellung Schottland gegen Ungarn |
| Schottland                                                       | McTominay (50.) | Styles (18.), Orbán (26.), Schäfer (44.), Kleinheisler (75.), Csoboth (90.+11') | Ungarn | Aufstellung Schottland gegen Ungarn |
| Schottland                                                       | Spieler des Spiels: Roland Sallai (Ungarn) | | Ungarn | Aufstellung Schottland gegen Ungarn |
| 3. Spieltag                                                      | | |        |                                     |
| 23. Juni 2024 um 21:00 Uhr (MESZ) in Stuttgart (Stuttgart Arena) | | |        |                                     |
| Zuschauer: 54.000                                                | | |        |                                     |
| Schiedsrichter: Facundo Tello ( Argentinien) 6                   | | |        |                                     |
| Spielbericht                                                     | | |        |                                     |